# Колли, Роберт Андреевич
Роберт Андреевич Колли (25 июня [7 июля] 1845, Петровско-Разумовское, Московская губерния — 2 августа 1891, Москва) — российский физик. Брат химика Александра Андреевича Колли.

## Биография
Родился 25 июня (7 июля) 1845 года, под Москвой в селе Петровско-Разумовском, в семье купца 1-й гильдии английского происхождения, потомственного почётного гражданина. Воспитывался в Москве в пансионе Эннеса, где он кончил курс в 1861 году и по экзамену поступил на отделение математических наук физико-математического факультета Московского университета. С третьего курса Роберт перешел на отделение естественных наук. Тяжелая болезнь настигла его на 4-м курсе, из-за чего он прервал университетские занятия и в 1864 году уехал на остров Мадейра. Пробыл за границей до 1868 года. В 1868 году восстановился в числе студентов Московского университета и в 1869 году окончил его, получив степень кандидата естественных наук.
Увлёкшись физикой ещё на 4-м курсе, он организовал домашнюю физическую лаборатории и уже в 1871 году напечатал свою первую работу по физике. 28 апреля 1873 года Колли был определён первым лаборантом только, что основанной Столетовым в московском университете физической лаборатории, где стал готовить магистерскую диссертацию. Между тем ему, как натуралисту по официальному диплому, можно было получать учёные степени по физике лишь с приобретением диплома кандидата математических наук. Поэтому ему понадобилось особое ходатайство профессора Н. А. Любимова и доцента А. Г. Столетова о допущении его прямо к испытанию на степень магистра физики.
Утверждённый 7 февраля 1876 года в степени магистра физики после защиты диссертации «Исследование одного случая работы гальванического тока», он вскоре получил приглашение в Казанский университет и 3 мая 1876 года был избран доцентом по кафедре физики и физической географии. В Казани Колли положил основание физической лаборатории, организовал практические занятия с студентами и сам работал экспериментально. После получения 21 октября 1878 года в Московском университете степени доктора физики за диссертацию «О поляризации в электролитах», 2 декабря того же года он был утверждён экстраординарным профессором, а 19 января 1880 года — ординарным профессором по занимаемой им кафедре. В августе 1881 года он был командирован с учёной целью за границу на год, где он работал в лаборатории Гельмгольца в Берлине.
15 января 1886 года Колли перемещен в Москву сверхштатным ординарным профессором физики и метеорологии в Петровскую земледельческую и лесную академию, хотя оставался в Казани до конца учебного года. В 1891 году был назначен первым профессором по только что учреждённой в Московском университете кафедре физической географии, но единственной лекцией, прочитанной Колли в качестве профессора Московского университета, была публичная лекция «О сохранении энергии»; в апреле 1891 года он был назначен председателем физико-математической испытательной комиссии при Казанском университете, а после продолжительной болезни скончался от тифа 2 (14) августа 1891 года в своём подмосковном имении.
Его сын, Андрей Робертович Колли также стал физиком.
Похоронен на Введенском кладбище.  фамильное захоронение на участке № 5.

## Труды
- Исследование одного случая работы гальванического тока / Р. Колли Санкт-Петербург, 1875
- О поляризации в электролитах / Р. Колли Санкт-Петербург : тип. В. Демакова, 1878
- О законе сохранения энергии / Р. Колли, проф. Казанск. ун-та. Вып. 1- 1879
- О свечении электродов : (Чит. на VI Съезде 21 дек. 1879 г.) / Р. Колли Санкт-Петербург : тип. В. Демакова, [1880]
- О существовании пондеро-электрокинетической части энергии электромагнитного поля / Р. Колли [Санкт-Петербург] : тип. В. Ф. Демакова, [1881]
- По поводу замечаний г. Боргмана на мою статейку: О существовании пондеро-электрокинетической части энергии электромагнитного поля / Р. Колли [Санкт-Петербург] : тип. В. Демакова, [1881]
- По поводу последней статьи г. Боргмана касательно вопроса «О существовании пондеро-электрокинетической части энергии электромагнитного поля» / Р. Колли Санкт-Петербург : тип. В. Демакова, 1882
- По поводу диссертации г. А. П. Соколова: «О гальванической поляризации электродов» / Р. Колли Казань : тип. Ун-та, 1882
- Несколько замечаний по поводу статьи г. Кононникова «О соотношениях между составом и светопреломляющей способностью химических соединений, Ч. 1. Органические соединения» / Р. Колли Казань : Унив. тип., 1884
- Несколько слов по поводу ответа г. Канонникова на мои замечания касательно его статьи о светопреломляющей способности химических соединений / Р. Колли Казань : тип. Имп. Казан. ун-та, 1884
- О нескольких новых методах изучения электрических колебаний и о некоторых их приложениях : Ч. 1, Ч. 2. Методы. Приложения электрических колебаний к определению соотношения между электростатической и электромагнитной единицей количества электричества : [Чит. в 44 заседании Физ.-матем. секции О-ва естествоиспытателей при Имп. Казанск. ун-те 30 марта 1885 г.] / Р. Колли Казань : тип. Имп. Казан. ун-та, 1885
- О законе наибольшей работы Бертело и о самопроизвольных эндотермических процессах / Р. Колли Санкт-Петербург : тип. В. Демакова, 1889
- I. Снаряд для наблюдения медленных электрических колебаний; II. К теории снаряда Румкорфа / Р. Колли Санкт-Петербург : тип. В. Демакова, 1891